# Jan Tausinger
Jan Tausinger (ur. 1 listopada 1921 w Piatra Neamț, zm. 29 lipca 1980 w Pradze) – czeski kompozytor i dyrygent.

## Życiorys
Początkowo studiował w Akademii Muzycznej w Bukareszcie, gdzie jego nauczycielami byli Dimitrie Cuclin (dyrygentura) oraz Mihail Jora i Alfred Mendelsohn (kompozycja). Po uzyskaniu w 1947 roku dyplomu przeniósł się do Pragi, gdzie w latach 1948–1952 studiował dyrygenturę na Wydziale Muzycznym Akademii Sztuk Scenicznych u Karela Ančerla, a także pobierał lekcje kompozycji u Aloisa Háby i Pavla Bořkovca. W latach 1952–1958 był dyrektorem konserwatorium w Ostrawie, dyrygował też orkiestrami radiowymi w Ostrawie, Pilźnie i Bukareszcie. W 1964 roku uczestniczył w Międzynarodowych Letnich Kursach Nowej Muzyki w Darmstadcie. W latach 1969–1971 i 1976–1980 był naczelnym redaktorem muzycznym radia czechosłowackiego. Od 1971 do 1975 roku pełnił funkcję dyrektora Konserwatorium w Pradze.

## Twórczość
W początkowym okresie swojej twórczości podporządkowywał się nakazom socrealizmu. Przełom stylistyczny w jego muzyce nastąpił dopiero po zetknięciu się z zachodnią awangardą podczas kursów darmsztadzkich. Za kantatę Ave Maria (1972) otrzymał I lokatę na Międzynarodowej Trybunie Kompozytorów UNESCO w Paryżu.

## Wybrane kompozycje
(na podstawie materiałów źródłowych)

### Utwory orkiestrowe
- Suita w dawnym stylu (1946–1947)
- I Symfonia „Oswobodzenie” (1952)
- Koncert skrzypcowy (1962–1963)
- Confrontazione I–II (1964)
- Concertino meditazione na altówkę i zespół kameralny (1965)
- Praeludium, Sarabande i Postludium na instrumenty dęte, harfę, fortepian i perkusję (1967)
- Musica evolutiva na orkiestrę kameralną (1967)
- Improwizacja „Hommage à J.S. Bach” na fortepian i orkiestrę (1970)
- Sinfonia slovacca (1979)

### Utwory kameralne
- Sonata na skrzypce i fortepian (1954)
- Partita na altówkę i fortepian (1957–1958)
- 2 tria smyczkowe (I 1960, II 1965)
- 4 kwartety smyczkowe (I 1961, II 1966, III 1970, IV „Struktury” 1972)
- Colloquium na 4 instrumenty dęte (1964)
- Trio na skrzypce, altówkę i gitarę (1965)
- Le avventure na flet i harfę (1965)
- Canto di speranza na kwintet fortepianowy (1965)
- Happening na trio fortepianowe (1966)
- De rebus musicalibus na flet, klarnet basowy, wibrafon, fortepian i perkusję (1967)
- Sonatina emancipata na trąbkę i fortepian (1967)
- Kwintet na instrumenty dęte blaszane (1968)
- Hommage à Ladislav Černý na altówkę i fortepian (1971)
- suita „On revient toujours...” na skrzypce i fortepian (1974)
- sonatina „Comme il faut” na obój i fortepian (1974)
- Hukvaldy Nonet (1974)
- sonata-suita „Au dernier amour...” na wiolonczelę i fortepian (1974–1975)
- Non-isosceles na flet, wiolonczelę i fortepian (1975)
- Sonata na klarnet i fortepian (1975)
- 4 Evocations na flet, altówkę, wiolonczelę i fortepian (1976)
- II nonet Szkice (1976)
- III nonet Reminiscencje (1976)
- Sekstet na kwintet dęty i fortepian (1976)
- 7 mikrochromofonii na klarnet, altówkę i fortepian (1977)
- 4 odstíny na flet, harfę, skrzypce, altówkę i wiolonczelę (1978)

### Utwory fortepianowe
- Sonata (1948–1950)
- 10 suit dodekafonicznych (1970)

### Utwory na chór a cappella
- Kantáta o Klementu Gottwaldovi (1952)
- Žně (1963)
- Vrh kostek (1979)

### Utwory wokalno-instrumentalne
- Čmáranice pro nebi na sopran, flet, klarnet basowy, fortepian i perkusję (1967)
- Noc na sopran, chór, orkiestrę i gitarę (1967)
- Správná věc na tenora, baryton, chór i orkiestrę (1967)
- Duetti compatibili: Zerot Point na sopran i altówkę (1971)
- Ave Maria na recytatora, sopran i orkiestrę (1972)
- Sinfonia bohemica na bas, chór męski, trąbkę, klawesyn i orkiestrę (1973–1975)
- Výchozí bod na sopran i 2 skrzypiec (1980)

### Opera
- Ošklivá přihoda (1969)

### Balet
- Dlouhá noc (1966)